# Macromitrium brachypodium
Macromitrium brachypodium är en bladmossart som beskrevs av C. Müller 1857. Macromitrium brachypodium ingår i släktet Macromitrium och familjen Orthotrichaceae. Inga underarter finns listade i Catalogue of Life.